# فهرست قنات‌های شهرستان رودان
جدول زیر بر اساس آمار وزارت جهاد کشاورزی تهیه شده‌است. فهرست زیر قنات‌های شهرستان رودان در استان هرمزگان را نشان می‌دهد.
| نام قنات           | موقعیت                    | نزدیک‌ترین روستا | طول قنات (متر) | تعداد میله چاه | عمق مادر چاه | دبی (لیتر بر ثانیه) | سطح زیر کشت (هکتار) |
| ------------------ | ------------------------- | --------------- | -------------- | -------------- | ------------ | ------------------- | ------------------- |
| باد افشان          | بخش رودخانه شهرستان رودان | روستا نامعلوم   | ۰              | ۰              | ۰            | ۱۰                  | ۰                   |
| بلاخیری            | بخش رودخانه شهرستان رودان | روستا نامعلوم   | ۱۳۰۰           | ۰              | ۰            | ۵                   | ۴۰                  |
| بوسه أی ، کهن بالا | بخش مرکزی شهرستان رودان   | روستا نامعلوم   | ۳۰۰            | ۰              | ۰            | ۰                   | ۰                   |
| جوزیر، رودخانه بر  | بخش رودخانه شهرستان رودان | روستا نامعلوم   | ۳۰۰۰           | ۰              | ۰            | ۰                   | ۵۰                  |
| سرزه سفلی زیادتعلی | بخش رودخانه شهرستان رودان | روستا نامعلوم   | ۵۰۰            | ۰              | ۰            | ۱۰                  | ۵۰                  |
| فاریاب-رودخانه     | بخش رودخانه شهرستان رودان | روستا نامعلوم   | ۳۵۰۰           | ۰              | ۰            | ۴۰                  | ۱۰۰                 |
| لیموئی             | بخش رودخانه شهرستان رودان | روستا نامعلوم   | ۰              | ۰              | ۰            | ۰                   | ۰                   |
| مرادآباد -زیادتعلی | بخش رودخانه شهرستان رودان | روستا نامعلوم   | ۴۰۰            | ۰              | ۰            | ۵                   | ۱۴                  |
| کهن بالا، آبنی     | بخش مرکزی شهرستان رودان   | روستا نامعلوم   | ۱۵۰۰           | ۰              | ۰            | ۰                   | ۴۰                  |
| گلبدین، شهرک آبنی  | بخش مرکزی شهرستان رودان   | روستا نامعلوم   | ۰              | ۰              | ۰            | ۰                   | ۰                   |